# Laufej
Laufej (stnord. Laufey) je djevica u nordijskoj mitologiji. Zovu ju i Nal (stnord. Nál = "igla"), jer je vrlo vitka. Jedan otok u Norveškoj, Lauer, nazvan je po Laufej.

## Obitelj
Nije poznato tko su Laufejini roditelji, ali oni su očito divovi. Ona se udala za diva Farbautija. Rodila mu je boga vatre Lokija te divove Helblindija i Bileista. Lokija je rodila nakon što ju je njezin muž udario munjom. Preko Lokija, koji je završio u okovima zbog svojih zlodjela, baka je vuka Fenrira, zmije Jormunganda, božice Hele te bogova Narfija i Valija. 
Loki je ponekad zvan Laufeyson ("Laufejin sin"). Čini se da mu je ona važnija od njegova oca. 

## Teorija
Prema Axelu Kocku, mit o rođenju Lokija nakon što je Farbauti munjom pogodio Laufej može se protumačiti ovako: munja (Farbauti) udara lišće (Laufej) ili borove iglice (Nal) i stvara vatru (Loki).

## Vanjske poveznice
- Laufej  Arhivirana inačica izvorne stranice od 8. kolovoza 2009. (Wayback Machine)
- Nal  Arhivirana inačica izvorne stranice od 8. lipnja 2011. (Wayback Machine)